# The Jackson 5 First National Tour
The Jackson 5 First National Tour fue la primera gira de conciertos que realizó la banda estadounidense Jackson 5. El tour comenzó en Filadelfia.

## Lista de canciones interpretadas
1. "Stand!"
2. "I Want You Back"
3. "ABC"
4. "Feelin' Alright" (cover of the Three Dog Night version)
5. "Who's Lovin' You"
6. "I'll Be There"
7. "Mama's Pearl"
8. "Zip-a-Dee-Doo-Dah"
9. "Yesterday"
10. "Can You Remember?"
11. "There Was a Time"
12. "It's Your Thing"
13. "I Found That Girl"
14. "Thank You (Falettinme Be Mice Elf Agin)"
15. "Walk On" (an instrumental rendition of Isaac Hayes' "Walk On By")
16. "The Love You Save"

## Fechas de la gira
| Fecha                   | Ciudad        | País           | Lugar                                   |
| ----------------------- | ------------- | -------------- | --------------------------------------- |
| Norteamérica            |               |                |                                         |
| 2 de mayo de 1970       | Philadelphia  | Estados Unidos | Spectrum                                |
| 19 de junio de 1970     | Daly City     | Estados Unidos | Cow Palace                              |
| 20 de junio de 1970     | Inglewood     | Estados Unidos | The Forum                               |
| 9 de octubre de 1970    | Boston        | Estados Unidos | Boston Garden                           |
| 10 de octubre de 1970   | Cincinnati    | Estados Unidos | Cincinnati Gardens                      |
| 11 de octubre de 1970   | Memphis       | Estados Unidos | Mid-South Coliseum                      |
| 16 de octubre de 1970   | New York City | Estados Unidos | Madison Square Garden                   |
| 17 de octubre de 1970   | Detroit       | Estados Unidos | Olympia Stadium                         |
| 18 de octubre de 1970   | Chicago       | Estados Unidos | International Amphitheatre              |
| 28 de noviembre de 1970 | Rochester     | Estados Unidos | Rochester Community War Memorial        |
| 27 de diciembre de 1970 | Charlotte     | Estados Unidos | Charlotte Coliseum                      |
| 28 de diciembre de 1970 | Greensboro    | Estados Unidos | Greensboro Coliseum Complex             |
| 29 de diciembre de 1970 | Nashville     | Estados Unidos | Nashville Municipal Auditorium          |
| 30 de diciembre de 1970 | Jacksonville  | Estados Unidos | Jacksonville Veterans Memorial Coliseum |

### Cancelaciones
- 26/11/70: Buffalo, New York